# Nematostella vectensis
Nematostella vectensis ist eine Seeanemone, die im Nordatlantik vorkommt und in den letzten Jahren zu einem Modellorganismus für die Untersuchung der Entstehung der Komplexität tierischer Baupläne geworden ist.

## Merkmale
Nematostella vectensis ist eine kleine längliche Seeanemone mit 12 bis 20, im Normalfall 16 in zwei Kreisen um die Mundöffnung stehenden Tentakeln. Der äußere Kreis ist dabei länger und weist gewöhnlich nach außen und unten, während die Tentakeln des inneren Kreises nach oben gestreckt werden. Alle Tentakeln sind an der Basis etwas verdickt, laufen dann aber lang und dünn bis zu einer etwas erweiterten Spitze. Sie sind farblos mit blassen Spitzen und weißen Streifen in unregelmäßigen Abständen. Die Mundöffnung sitzt auf einer leicht kegelförmigen Erhebung.
Der Rumpf ist äußerlich weißlich bis hellgrau, die durchscheinenden Mesenterien sind, abhängig von der Nahrung, blassrosa, grünlich, braun oder schwärzlich. Im gestreckten Zustand ist der Rumpf etwa vier bis sechsmal so lang wie breit, glatt und durchscheinend und erreicht im Freiland gewöhnlich eine Länge von 10 bis 15 Millimetern. Besonders im Labor können die Tiere aber mit bis zu sechs Zentimetern Länge auch deutlich größer werden. Im zusammengezogenen Zustand ist der Rumpf nur etwa doppelt so lang wie breit und erscheint runzelig und lichtundurchlässig. Äußerlich ist der Rumpf in drei Abschnitte unterteilt, die sich allerdings nicht besonders deutlich voneinander abheben. Das Capitulum ist nur ein kurzer durchscheinender Abschnitt. Der Scapus weist knapp unter den Tentakeln einen Ring cremefarbener Markierungen auf, dem ein durchscheinendes Band und dann eine weitere Reihe cremefarbener Flecken folgen, welche den Rumpf herablaufen und dabei verblassen. Die Physa ist im ausgestreckten Zustand ein durchscheinendes Bläschen, durch das die Mesenterien deutlich sichtbar sind. Sie kann teilweise eingezogen, dabei aber nicht vollständig in den Scapus eingestülpt werden.

## Vorkommen
Die Art ist von den Südostküsten Großbritanniens und der Atlantik- und Pazifikküste Nordamerikas bekannt, wo sie jeweils in einzelnen Populationen an geeigneten Standorten vorkommt. Auf Grund der zerstreuten Verbreitung in teilweise durch Verschmutzung bedrohten Lebensräumen ist sie in der Roten Liste der International Union for Conservation of Nature and Natural Resources (IUCN) als gefährdet (Vulnerable) gelistet.

## Lebensweise
Nematostella vectensis besiedelt feinkörnige Schlammflächen an den Rändern von Prielen in Salzmarschen und Brackwassertümpeln. Meist sind sie bis auf die Spitze des Rumpfes mit den Tentakeln eingegraben. Gelegentlich liegen sie aber auch offen oder sind an Seegräser angeheftet. Sie vertragen relativ große Schwankungen des Salzgehalts und der Temperatur.